# Parafia św. Józefa Oblubieńca Najświętszej Maryi Panny w Wieluniu
Parafia Świętego Józefa Oblubieńca Najświętszej Maryi Panny w Wieluniu – parafia rzymskokatolicka w Wieluniu. Należy do dekanatu Wieluń – NMP Pocieszenia archidiecezji częstochowskiej.

## Historia
Została utworzona 7 maja 1957 przez biskupa Zdzisława Golińskiego. Kościół parafialny zbudowany został w latach 1748–1750 przez ojców Pijarów, którzy tu przybyli w 1690 roku i prowadzili szkołę wydziałową, a potem obwodową, jedyną na ziemi wieluńskiej.
Na terenie parafii znajduje się Kościół św. Mikołaja w Wieluniu oraz relikty kościoła farnego wysadzonego w powietrze przez Niemców w 1940 roku.

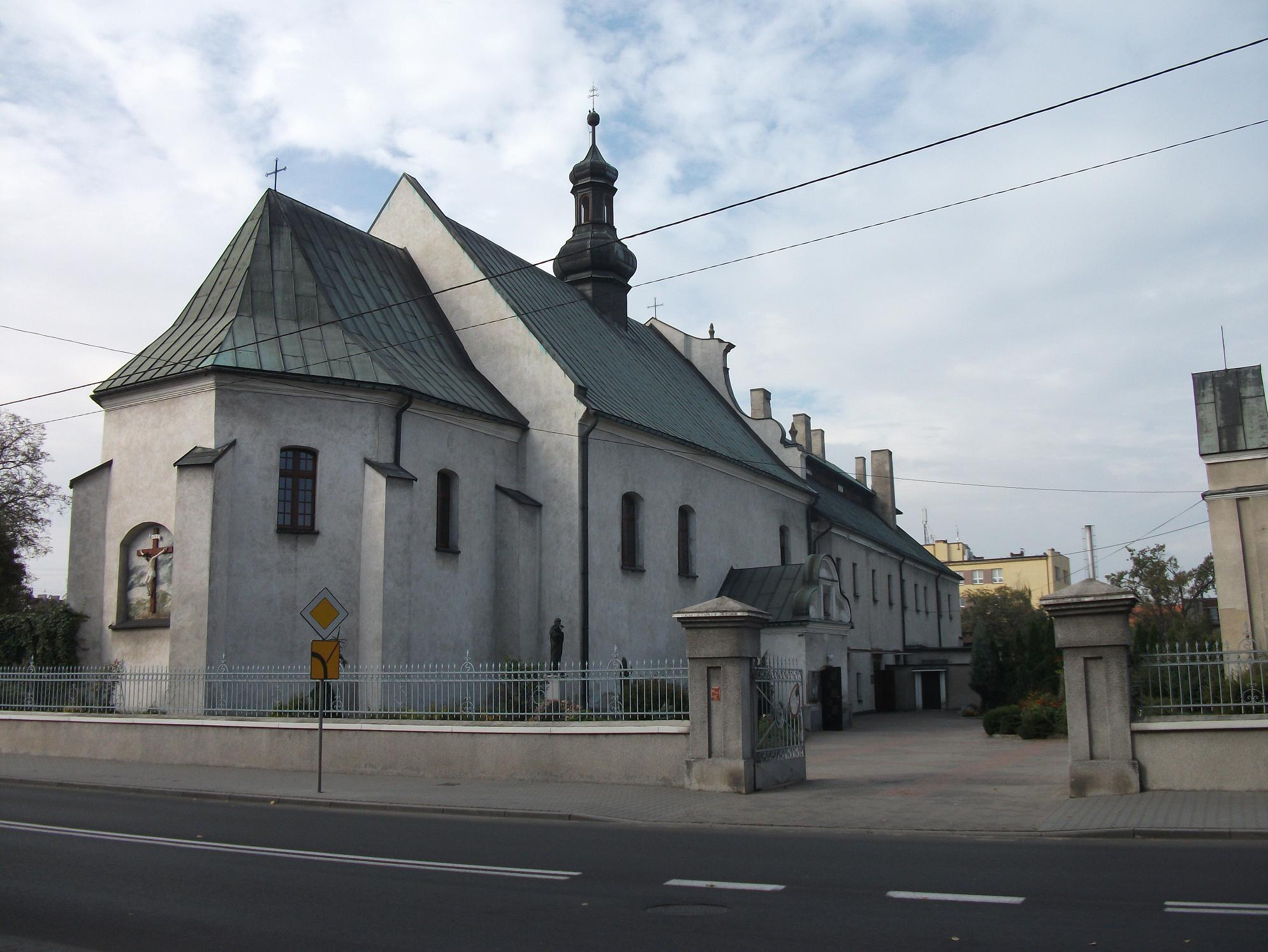
kościół św. Mikołaja w Wieluniu